# 马丁·斯庞贝里
马丁·斯庞贝里（丹麥語：Martin Spangsberg，1696年—1761年），俄语名字为马丁·彼得罗维奇·什潘贝格（俄语：Мартын Петрович Шпанберг），丹麦裔俄罗斯海军上尉、探险家。
什潘贝格作为维他斯·白令的副手，参与过两次对堪察加半岛的探险。他最著名的事迹是发现前往日本的海路，并发现了千岛群岛。千岛群岛中的色丹岛，曾在1796年被俄罗斯政府重新命名为“什潘贝格岛”，用来纪念他的发现。
1738年，什潘贝格率领第一支俄罗斯海军中队访问日本的本州岛。俄军在一处风景优美的地带登陆，那里是今日日本陆中海岸国立公园的一部分。虽然当时日本执行锁国政策，这些水手被礼貌地要不就是友善地对待。这是俄罗斯第一次与日本发生外交接触。他也在1739年和1742年航行到萨哈林岛（库页岛）、日本和千岛群岛进行测量，并留下简短的文字记录。他于1761年死去。
除了色丹岛曾被命名为什潘贝格岛之外，诺登舍尔德群岛中也有一个岛屿被命名为什潘贝格岛，用来纪念他的事迹。